# Río Nabaganga
Nabaganga (en bengalí: নবগঙ্গা নদী, romanizado: Nabagaṅgā Nadī) es el cuarto río más grande de Bangladés y un afluente de Mathabhanga.

## Etimología y origen
El río se llamó Nabaganga (Nuevo Ganges en bengalí) por la creencia de que el Ganges también derivaba de Mathabhanga. El Nabaganga se origina cerca de la ciudad de Chuadanga, en el distrito de Chuadanga. Fluye hacia el este, donde los ríos Kumar y Chitra se unen en Magura y Narail, respectivamente. Desde aquí, el río gira hacia el sur, donde se fusiona con el río Bhairab. Esto es un cambio reciente, ya que antiguamente un afluente del río Ichamati, pero los depósitos de limo cambiaron el curso del río. Los esfuerzos para hacer que el río volviera a su curso original resultaron inútiles cuando el dragado en 1930, en Gaznavi Ghat, no produjo los resultados deseados. Hoy, el Nabaganga se fusiona con el río Kumar después de fluir a través de los distritos de Chuadanga y Jhenaidah. La mayor parte del agua del río Nabaganga a partir de este momento proviene del Kumar.

## Véase también

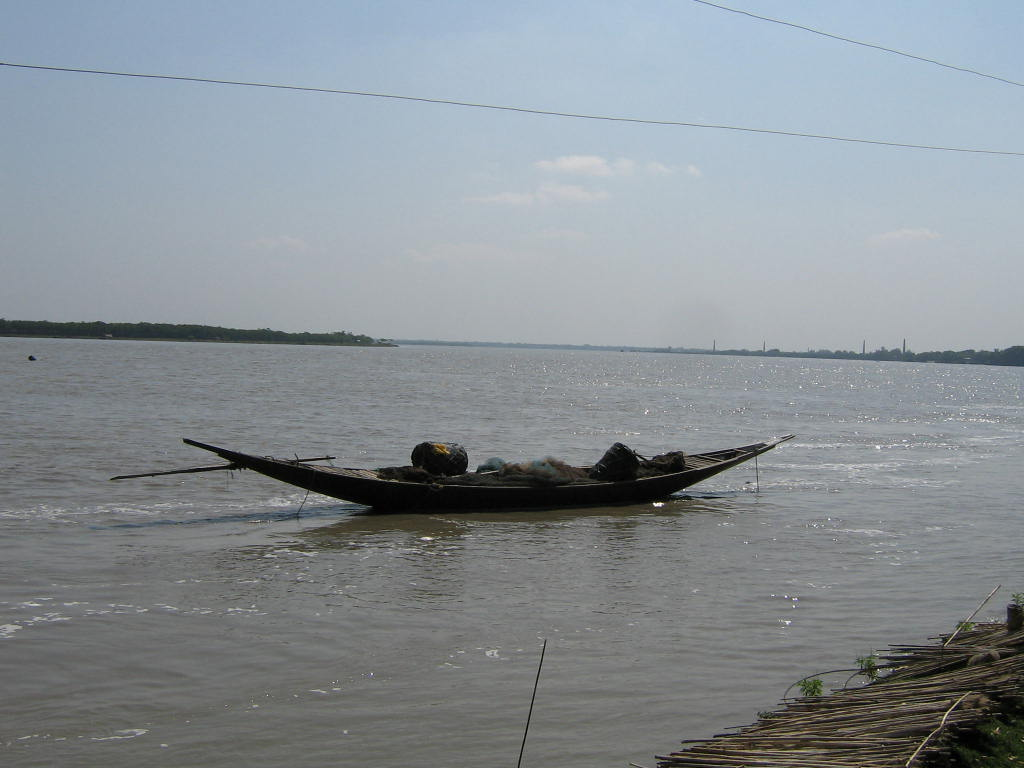
El río Ichamati, del cual el Nabaganga fue alguna vez un afluente.

## Curso
| Longitud       | Ancho       | Profundidad | Cuenca del río            |
| 214 kilómetros | 2250 metros | 10 metros   | 4000 kilómetros cuadrados |